# Паджаріто – Саліна Круз (трубопровід для ЗНГ)
Трубопровід Паджаріто — Саліна Круз — система транспортування зрідженого нафтового газу (ЗНГ) між мексиканськими портами на атлантичному та тихоокеанському узбережжі.
Одним із джерел надходження газу на термінал Паджаріто є газопереробні заводи Кангрегера та Морелос, розташовані у тому самому штаті Веракрус. Крім того, Паджаріто є найбільшим серед терміналів східного узбережжя Мексики, що імпортують ЗНГ морським шляхом. Основним постачальником при цьому є США, де у зв'язку із «сланцевою революцією» стрімко зростає виробництво різних зріджених вуглеводневих газів.
Для забезпечення ЗНГ штатів західного узбережжя Мексики, від Паджаріто через доволі вузький перешийок Теуантепек прокладено трубопровід до Саліна Круз (штат Оахака). Звідси ЗНГ може морським шляхом постачатись до терміналів Тополобампо (штат Сіналоа, центральна частина тихоокеанського узбережжя Мексики) та Росаріто (штат Баха-Каліфорнія, поблизу кордону з США).
У середині 2010-х років з'явились плани розширення потужностей у коридорі Паджаріто — Саліна Круз. Зокрема, біля Паджаріто може бути побудоване перше в Латинській Америці підземне сховище ЗНГ у соляних відкладеннях, з потужністю зберігання до 1,8 млн барелів. Крім того, пропонується прокласти другий трубопровід для транспортування ЗНГ через перешийок — Проект трансокеанського коридору (Transoceanic Corridor Project), довжиною 186 миль та потужністю до 200 тисяч барелів на день. Втім, оскільки такі масштабні потужності розраховані передусім для обслуговування можливих транзитних поставок до інших країн Латинської Америки та Азії, їх створення в першу чергу залежить від планів компаній із США, які є головними виробниками цього продукту.